# Bắc Waziristan

Bản đồ khu vực FATA. Waziristan nằm ở phía nam.

Bắc Waziristan (tiếng Urdu: شمالی وزیرستان) là một vùng ở phía bắc của Waziristan, đây là vùng núi phía tây bắc Pakistan, giáp biên giới với Afghanistan. Vùng này có diện tích 11.585 km² và dân số 361.246 người. Waziristan bao gồm vùng đất phía tây và tây nam của Peshawar nằm giữa sông Tochi về phía bắc và sông Gomal về phía nam, gộp lại vùng liên bang các bộ tộc tự trị của Pakistan (Pakistan's Federally Administered Tribal Areas) (FATA). Miranshah là thủ phủ của Bắc Waziristan. Khyber Pakhtunkhwa nằm về phía đông. Đây là vùng bộ tộc giành độc lập từ 1893, phần còn lại bên ngoài của đế chế Anh quốc và Afghanistan. Các bộ tộc đột kích vào lãnh thổ của đế chế Anh là một vấn đề thường xuyên cho người Anh, đặt ra yêu cầu trừng phạt các cuộc xâm chiếm thường xuyên giữa 1860 và 1945. Các khu vực trở thành một phần của Pakistan khi nước độc lập vào năm 1947.